# Kamiji
Kamiji är ett territorium i Kongo-Kinshasa. Det ligger i provinsen Lomami, i den centrala delen av landet, 900 km öster om huvudstaden Kinshasa.